# Euryleonis

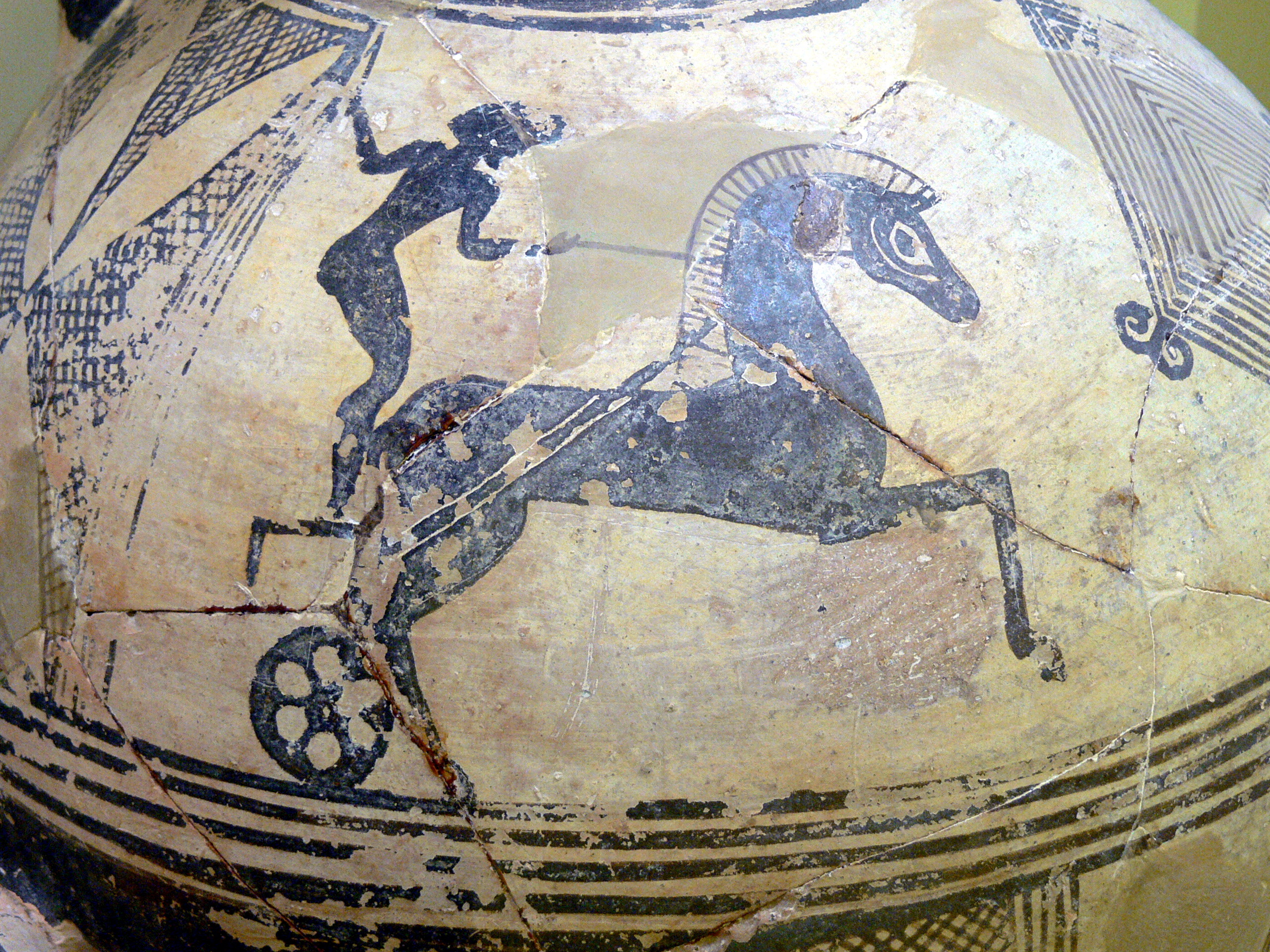
Représentation d'une course de chars sur une hydrie.

Euryleonis (vers 370 av. J.-C) est une femme renommée de Sparte qui a gagné deux courses de chars en 368 av. J.-C lors des Jeux Olympiques antiques.
Elle est souvent considérée comme une princesse, une femme riche et une éleveuse de chevaux,.
Euryleonis est la deuxième femme à avoir remporté une victoire dans la longue histoire des jeux Olympiques. Vingt-quatre ans plus tôt, la princesse sparte Cynisca avait remporté les quatre courses de chevaux, elle était la première femme à avoir gagné aux Jeux Olympiques,. Il est probable que ces femmes étaient patrouchoi (en) ou les filles d'un homme qui n'avait pas d'héritier mâle, ce qui expliquerait pourquoi elles pouvaient posséder autant de terres.

## Statue en bronze
Selon l'écrivain et voyageur grec Pausanias, une statue d'Euryleonis est érigée à Sparte vers 368 avant notre ère. Il s'agit de l'une des rares statues de bronze qui subsistent dans le monde grec et, dans les écrits, aucune statue personnelle d'athlète ou de vainqueur militaire à Sparte n'est mentionnée avant la statue d'Euryleonis,. Pausanias dit que sa statue est située dans sa ville natale, sur l'acropole,, près de ce qu'on appelle Σκήνωμα, "Tente" (III, 17.6). Curtius suggère qu'il pourrait s'agir du petit bâtiment mentionné par Thucydide comme l'endroit où le roi Pausanias s'est réfugié lorsqu'il était poursuivi par les éphores. Pausanias ajoute "ériger une statue de vainqueur n'était pas chose aisée à Sparte. La seule exception à cette règle est la statue d'Euryleonis sur l'akropolis.

## Postérité

### Art contemporain
- Euryleonis figure parmi les 1 038 femmes référencées dans l'œuvre d'art contemporain The Dinner Party (1979) de Judy Chicago. Son nom y est associé à Aspasie[11],[12].